# Naissain
Ne doit pas être confondu avec Essaim.

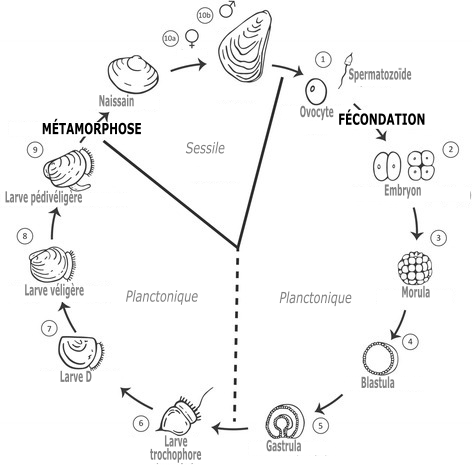
Cycle de vie bentho-pélagique de l'huître avec quatre principaux stades de développement : l'étape embryonnaire, larvaire, le naissain et l'âge adulte.

On appelle naissain (dérivé de naître et du suffixe -ain) les juvéniles de différents mollusques, notamment d'espèces faisant l'objet de cultures marines comme les huîtres ou les moules.
Ce terme est le plus souvent employé au singulier (« le naissain ») pour faire référence à un ensemble de juvéniles fixés à un substrat. Lorsqu'il est employé au pluriel, il désigne généralement des larves qui ont atteint le stade de développement attendu pour leur captage.